# Стара-Млака
Стара-Млака или Мла́ка (словац. Mláka) — небольшая речка на крайнем западе Словакии, левый приток нижней Моравы, протекает по территории районов Малацки и Братислава IV в Братиславском крае.
Начинается в Ступаве на Загорской низменности у подножий Малых Карпат. В верховье и низовье течёт преимущественно на юго-запад, в среднем течении пересекает границу районов Малацки и Братислава IV, а преобладающим направлением течения становится юг. Впадает в Мораву на высоте 136 м над уровнем моря в Девинска-Нова-Вес на северо-западной окраине Братиславы.